# Marquisat
Un marquisat était à l'origine un fief aux frontières de l'Empire carolingien qui avait une fonction de défense contre les territoires voisins. Ils disparurent en France, puis revinrent à la Renaissance comme récompense honorifique ; sous l'Ancien Régime, ce titre a désigné des unions de terres érigées en dignité de marquisat. Le bénéficiaire noble d'un fief ainsi décoré et ses héritiers mâles par ordre de primogéniture, propriétaires de la terre, portaient le titre de noblesse de marquis. Les marquisats devaient toujours jouir du droit de haute justice, relevaient de la couronne et étaient indivisibles. D'abord assez considérables (réunissant plusieurs dizaines de paroisses), ils furent réduits sous Henri IV à la réunion de cinq paroisses (ou terres à clocher), avec de nombreux passe-droit ; et Louis XIV fut le premier souverain à accorder des titres « en l'air », c'est-à-dire « sans être obligé de l'attacher à aucune terre ».

## Histoire

### Époque médiévale
Le mot « marquisat » vient du francique et signifie une frontière (marche). Un marquisat désignait à l'origine dans l'Empire carolingien un fief de grandes dimensions créé dans une zone frontalière auquel le souverain assignait une fonction de défense contre les territoires voisins. Il prenait ainsi la succession du « limes » romain (d’où vient le mot "limite"), sans en avoir le caractère continu (c’était une réunion de villes ou de forteresses). Il y eut cinq ou six de ces marquisats en France, sous Charles le Chauve, tandis qu’on en comptait sept en Italie et douze en Allemagne.
Pour les titres attachés à d'anciennes marches médiévales, on se reportera aux articles :
- marche de Bretagne, marquisat de Gothie, comté de Flandre, Provence, et marche de Neustrie.

Par la suite, ils tombèrent en désuétude en France à mesure que s’affaiblissait le pouvoir royal. Les grands féodaux ont cessé d’en faire usage, ne songeant au contraire qu’à se libérer de toute sujétion envers la Couronne. Parfois, ils créèrent eux-mêmes des petits marquisats aux frontières de leurs états.
On peut se demander dans quelle mesure les six pairies laïques instituées en France au XIIe siècle (ducs de Bourgogne, Normandie, Aquitaine ; comtes de Toulouse, Flandre et Champagne) n’ont pas remplacé les anciens marquisats, créant avec le roi un nouveau lien de vassalité, en particulier par leur présence lors du sacre ; ils sont attestés à celui de Louis le Jeune en 1131 - (Expilly., art. Dignités).

### Époque moderne
Revenu à la mode en France à l’occasion des guerres d’Italie (où se trouvaient les marquisats de Montferrat et de Saluces, entre autres), il devint à partir du XVIe siècle un titre honorifique appuyé sur une terre ; D'abord perpétuel (cas de Trans), comme les autres titres d'ancienneté, il prit rapidement un caractère héréditaire, c'est-à-dire davantage attaché à un lignage qu'à un fief, et s'éteignait en cas d'absence d'héritier mâle, ou si la terre était vendue ou démembrée. Les lettres patentes devaient être vérifiées et enregistrées par devant une cour souveraine, faute de quoi elles devenaient lettres mortes, sans force légale.
Ce titre était sans fonction défensive (à de rares exceptions près), mais fut d’abord attribué de préférence à des militaires. Le plus ancien marquisat français enregistré est celui de Trans, érigé en février 1506 en faveur de Louis de Villeneuve, seigneur de Trans en Provence. On sait que Louis XII avait d’abord créé un marquisat en Italie (Vigevano, 1499) en faveur du condottière Jean-Jacques Trivulce, tout nouveau Maréchal de France et glorieux conquérant du Milanais. Deux autres titres pourraient avoir précédé Trans, celui de Mypont en Bourgogne, qu’on peut lire sur un sceau de Guillaume de Poitiers daté de 1503 (mais il mourut l’année suivante), et celui de Fimarcon, porté au même moment par Jacques de Lomagne (1503) ; mais ils ne furent pas enregistrés.

### Rôle et évolution du titre
Les marquisats français semblent n’avoir joué aucun rôle militaire, à l’exception de trois, qui furent érigés sur les côtes pour des Généraux des galères, avec l’obligation de se fortifier et d’y tenir garnison. Ce furent les Iles d’Or, ou Iles d’Hyères (pour Bertrand d’Ornezan, 1531, qui fut finalement destitué), Belle-Ile en Mer (pour les Gondi, 1573), et Brégançon (pour Escalin des Aymar, 1574). On pourrait éventuellement y ajouter un quatrième marquisat, celui de la Guadeloupe en faveur de son propriétaire et gouverneur, Charles Houel, qui fit construire le fort Saint Charles au-dessus de Basse-Terre (mais lui aussi fut destitué ; le titre fut alors assis à Sainte-Marie, 1661). Mais il devint vite évident que des fortifications particulières n’étaient pas de taille suffisante pour résister à une attaque en règle (le second marquis des Iles d’Or, Christophe de Rocquendorf, fut même prisonnier des Turcs), et ne pouvaient jouer qu’un rôle secondaire, si même elles ne devenaient pas préoccupantes pour la royauté (ce soupçon fit le malheur de Fouquet à Belle-Ile). Richelieu s’était d’ailleurs employé à éventrer près de deux mille châteaux appartenant à la noblesse frondeuse.
D’abord peu nombreux (une soixantaine durant tout le XVIe siècle) et réservés à la haute noblesse militaire, les marquisats ont ensuite proliféré, notamment pendant les régences et les troubles, et s’étendirent à toutes les catégories sociales, si bien qu’ils devinrent le titre le plus répandu et le plus galvaudé en France (environ 870 marquis enregistrés sous l’Ancien Régime, soit près de la moitié de tous les titres érigés). Napoléon ne voulut pas en faire usage, mais inventa les premiers majorats (biens inaliénables et indivisibles). La Restauration reconnut les anciens titres, mais évidemment dépourvus de leur assise terrienne et féodale ; ils sont tous devenus des titres "en l’air", sauf quelques majorats, en sorte que bien peu de marquis subsistants sont encore en possession du domaine familial d’origine (mais ils ont pu recevoir d’autres châteaux par alliance ou héritage). Il fut de nouveau décerné au XIXe siècle, jusqu’en 1877, où la IIIe République interdit la création de nouveaux titres, tout en reconnaissant officiellement l’existence des anciens (ils peuvent être inscrits à l’état-civil).

### Décadence à la veille de la Révolution
À la fin de l'Ancien Régime (et plus encore pendant l’émigration), un grand nombre de familles nobles ou notables (parfois fraîchement anoblies, ou même restées bourgeoises) ayant une certaine surface mondaine ou locale portaient un titre de courtoisie de comte ou de marquis, indûment repris ou inventé. Lors de la convocation des États Généraux, soit désaffection, soit impossibilité de les vérifier, plusieurs provinces décidèrent de ne pas faire mention des titres dans les procès-verbaux des assemblées de la noblesse.
Durant l’année 1789, six marquisats ont été érigés, mais ils avaient bien perdu de leur prestige.
Au début de la Révolution, la plupart des marquis restèrent fidèles à la Royauté, beaucoup émigrèrent, plusieurs furent guillotinés ; mais à l’inverse, quelques-uns changèrent de camp. On compte six députés qui avaient porté ce titre - à tort ou à raison - et qui ont voté la mort du Roi : parmi ceux-ci, le marquis d’Aoust approuva « la mort de Louis le dernier ».

## L'épreuve de l'enregistrement

### Une formalité décisive: la "vérification"
Treize Parlements (+ Trévoux) (P), dix Chambres des Comptes (CC), quatre Cours des Aides (CA - celles qui n’avaient pas été réunies aux précédentes) et huit Conseils Supérieurs (CS) avaient reçu la redoutable mission de « vérifier » les Lettres royales, c’est-à-dire de s’assurer que les éléments y contenus étaient véridiques (même si, à partir de Louis XIV, les Intendants procédaient à une étude préalable à la rédaction des Lettres), et qu’elles ne contrevenaient pas aux us et coutumes du Royaume ou de la Province. La Cour compétente était celle du lieu, mais il est arrivé qu’un magistrat de haut rang fasse enregistrer son titre dans sa propre Cour, quoique le fief dépendît d’une autre juridiction ; d’autres cas s’expliquent mal (ainsi Rumont, en Ile-de-France, est enregistré au Pmt de Rouen ?). En principe, les Parlements avaient le pas sur les Chambres des Comptes de la province et procédaient en premier, sauf en Normandie, où c’était l’inverse ; une erreur d’adresse nécessitait des Lettres de "relief d'adresse", ce qui retardait d'autant la procédure.
P : Paris, Toulouse (1420), Grenoble (1453), Bordeaux (1462), Dijon (1477), Rouen (1499), Aix (1501), Rennes (1554), Pau (1620), Metz (1633), Douai (1668), Besançon (1674), Nancy (1775), et Trévoux (1523-1771).
CC : Aix, Bar-le-Duc, Dijon, Grenoble, Montpellier, Nancy, Nantes, Nevers, Paris, Rouen.
CA : Bordeaux, Clermont-Ferrand, Montauban, Paris.
CS : Alsace (Colmar), Roussillon (Perpignan), Artois (Arras), Canada (Québec), Corse (Bastia ?), Guadeloupe (Basse-Terre), Martinique (Saint-Pierre ?), Ile Bourbon (Saint-Denis ?).
M. Levantal a expliqué les diverses formalités auxquelles était astreint un duc et pair (ou son représentant) auprès du Président du Parlement [Lev p. 349-352]. L’arrêt d’enregistrement de Magnane et les dossiers d'archives de la Musse (à Chantenay) et de Tilly d'Orceau permettent d’ajouter quelques précisions. Pour ce faire, le procureur du Roi se faisait remettre, outre les LP, la requête et l’extrait baptistaire du demandeur, les titres de propriété et les baux des trois dernières années afin de s’assurer que le revenu des terres était conforme et suffisant. Il pouvait, si nécessaire, mandater un Conseiller en vue de s’informer « des vies, mœurs, conversation, religion catholique, apostolique et romaine, fidélité au service du Roi, etc. » de l’impétrant (arrêt du PP pour le duché d’Antin, PA 5-172E), et publier les Lettres, en les faisant lire par trois fois, soit aux prônes des grands messes, soit aux carrefours ou marchés, et autres lieux accoutumés, et les faire afficher aux portes des églises. En cas d’opposition, il pouvait ordonner une enquête de « commodo et incommodo » auprès des populations concernées et des seigneurs voisins. Les déclarations étaient enregistrées devant notaire, et parfois, l’accord des parties pouvait faire l’objet d’une négociation : on demandait l’allègement de certains droits, la réparation des chemins, une nouvelle fontaine, etc.
Les impétrants disposaient d’un délai d’un an pour faire enregistrer leurs Lettres ou entreprendre cette démarche, faute de quoi elles devenaient « lettres mortes » et devaient être renouvelées (lettres de surannation). Si la majorité des Lettres étaient enregistrées rapidement, parfois dans un délai record et sans formalités (selon le poids social du bénéficiaire), certaines procédures ont duré des années, et parfois l’entregent politique n’y pouvait rien. Jean Blanchard, 1er président de la Chambre des Comptes de Nantes, avait fait ériger sa terre du Bois de la Musse en baronnie (1644), mais lorsque sept ans plus tard son fils Auffray, successeur en sa charge, voulut en faire un marquisat, ce fut un beau tollé ! Sa politique jugée beaucoup trop favorable au pouvoir royal était très critiquée, son nouveau titre fut considéré comme la récompense de sa soumission, et on lui suscita tous les obstacles possibles pendant près de dix ans ; il est vrai qu’on était en pleine Fronde. À cette occasion, il arriva que la Cour se permette de modifier à sa convenance le texte qu’elle était chargée d’enregistrer, d’où de nouvelles lettres « de jussion » lui enjoignant de les enregistrer « selon leur forme et teneur ». Certaines érections ont même été interrompues par le décès de l’impétrant. Les Racapé, titrés marquis de Magnane sous Henri IV, ont attendu un siècle avant de représenter leurs lettres (1701).
Voici, selon le Dictionnaire d’Éric Thiou, plus d'une vingtaine de cas de marquisats où l’on observe un délai anormal, souvent supérieur à dix ans, entre les LP et l’enregistrement, mais cela cache souvent un changement de titulaire (comme un père et son fils) avec Lettres de relief de surannation, les premières Lettres n’ayant pas eu d’effet, ou un changement de famille (renouvellement) :
Amanzé (1617-1644), Bailly (1768-78, contesté), La Bâtie d’Arvillard (1739-50), Beuvron (1593-1646, père et fils), Beaumont (1612-49), le Bois de La Musse (1651-61, contesté), Bully (1677-88), Canisy (1619-49), Chateauroux-le Parc (1575), Clères (1651-72), Coislin (1634-56, surran.), Leforest (1667), Lesmont (1702-07, 5 ans), Louvois (1625-56, renouvelé), La Luminade (1655-1720, renouvelé), Marolles (1723-59), Monglas (1614-29), Montbrun (1620-33), Montfort-le-Rotrou (1616-62), Néré (1576-1610), Pontcallec (1657-66, père et fils ?), Roquefort-Sommery (1687-1732), Sennecey (1615-31, père et fils), Termes (1700-72 ?), La Varenne (1616-59). Encore l’auteur ne donne-t-il la date d’enregistrement que pour un quart des titres.

### La clause de réversion et les dérogatoires
Parmi les obstacles rencontrés par les candidats, celui imaginé par les rois eux-mêmes ne fut pas le moindre. Importunés par des demandes incessantes, la reine Catherine de Médicis et le jeune Charles IX décidèrent (en juillet 1566) qu’à l’avenir, non seulement le nouveau titre s’éteindrait en cas de déshérence mâle (clause résolutoire, désormais systématique), mais qu’en même temps, toutes les terres nouvellement « érigées en Duchés, Marquisats ou Comtés… seront unies et incorporées à notre Domaine inséparablement, encore qu'elles ne fussent d'ancienneté de notre dit Domaine, et que ès Lettres desdites érections il ne fut faite aucune mention de ladite charge et condition » (clause de réversion). C'était en quelque sorte les assimiler à des apanages. Mais très vite, face aux protestations devant cette clause exorbitante, il fallut apporter des exceptions à la règle, sous la forme d’une clause dérogatoire, « sans laquelle, disent certaines lettres, l’impétrant n’eût voulu accepter ladite érection » ; une précision que Saint-Simon juge « si expresse qu'elle en est indécente », mais qui peut s’expliquer si le bénéficiaire avait d’abord reçu, par inadvertance, des lettres où la dérogatoire ne figurait pas.
Et le cas dut se présenter assez souvent : c’était un bon moyen de se débarrasser de « ceux qui, par importunité et sans mérite, voudroient aspirer à tel honneur », dont la vanité était satisfaite sans qu’ils puissent faire enregistrer leurs Lettres, le nouveau titre n’ayant donc aucune force légale. Ainsi se trouveraient expliqués d’assez nombreux cas qualifiés d’incertains, où le marquisat semble avoir été constitué à une date relativement précise, ses officiers de justice nommés, et son existence attestée par les sources, sans qu’on puisse retrouver trace d’aucun enregistrement - ce qui s'explique en l'absence de dérogatoires.
Expilly le fait remarquer : parmi tous les titres enregistrés par le Parlement de Provence, « les dérogatoires ne manquent qu’aux seules lettres de Beauchamp ». Fâcheux oubli, car ce marquisat ne tarda pas à tomber "en quenouille" ; son sort final est d’ailleurs ignoré. Ces LP sont difficiles à retrouver. Parmi les marquisats incertains figure Vénevelles, dont les Lettres, conservées dans des archives privées, datées de 1654 sans mois, ne comportent pas de dérogatoire.

### Contenu des Lettres Patentes (Lettre-type)
Les premières lettres étaient rédigées en latin, jusqu’à l’édit de Villers-Cotterêts (1539). Elles étaient scellées par la Grande Chancellerie du grand sceau de cire verte sur lacs de soie rouge et verte, marquant les actes à effet permanent. Une lettre-type de marquisat comprend une quinzaine de rubriques, mais elles se suivent en continu sans marquer de paragraphe, même pour le motif « A ces causes… » ou l’ordre d’exécution : « Cy donnons en mandement… ». Avant le XVIIIe siècle, elles n’ont pas de ponctuation, les articulations étant marquées par des majuscules. Il importait de ne pas laisser de vide entre les mots, afin que nul faussaire ne pût ajouter ou modifier quelque chose ; pour les mêmes raisons, les mots « marquis » et « marquisat » sont répétés une bonne douzaine de fois. En effet, les lettres patentes d’érection de titre, qu’il s’agisse d’une baronnie ou d’un duché, ne comportent pas de différences très notables, les rédacteurs utilisant les mêmes modèles qui sont facilement interchangeables.
1) Préambule général (sur l’intérêt des récompenses)
2) Exposé des faits, services (éventuellement, généalogie)
3) Motivation (A ces causes… et autres)
4) Union de terres
5) Titre et nom donné
6) Hérédité du fief, conditions
7) Droits et dignités
8) Mouvance
9) Clause dérogatoire à l’édit de 1566 ("édit portant qu'il ne sera érigé de terres en duchés, marquisats ou comtés, qu'à charge de réversion à la couronne, des propriétés patrimoniales sujettes au marquisat, en cas d'extinction de la postérité masculine des titulaires [...]").
10) Justice et bailliage
11) Officiers, Appels judiciaires
12) Hommage
13) Clause résolutoire (en cas d’extinction des mâles)
14) Cy donnons en Mandement…
Les Lettres sont localisées (Donné à…) et datées du mois, sans quantième (contrairement aux brevets), avec indication de l’année du règne. Elles sont signées du Roi (ou d’un secrétaire à la main), contresignées par le Chancelier et visées par le rédacteur et le Secrétaire du Roi en fonction. Le mot "contentor" suivi d'un chiffre signifie que les droits de chancellerie ont été payés. La mention de l’enregistrement est ajoutée en bas de l’acte.
Il importe de ne pas se laisser abuser par les formulations flatteuses, et de savoir lire entre les lignes. La mention « A ces causes, et autres à ce nous mouvant », indique l’existence d’autres raisons que celles exposées (le favoritisme, des pressions diverses, ou des raisons secrètes) ; « et autres à même honneur » précise du moins que ce ne sont pas des raisons inavouables. Les terres réunies ne sont pas nécessairement des clochers, la mouvance et les droits réputés s’étendre sur une grande quantité de paroisses et de fiefs peuvent être réduits à fort peu de chose (parfois une simple gerbe). Quant aux généalogies, elles sont d’autant plus suspectes qu’elles sont plus longues et remontent plus loin, les Cours n’étant pas chargées de les vérifier. À bien des égards, les actes d'enregistrement, d’hommage ou de maintenue sont plus révélateurs que les patentes.

## Caractéristiques des marquisats authentiques

### Consistance d’un marquisat, nombre de paroisses, revenu
Suivant un édit d'août 1579, un marquisat devait être composé de trois baronnies et de trois châtellenies (une baronnie comprenait elle-même trois châtellenies, ce qui revenait à douze entités), mais le nombre des seigneuries particulières tint rapidement lieu de celui des baronnies et châtellenies exigées par l'édit (soit six entités), qui ne fut jamais respecté à la lettre. À partir d’Henri IV, il fut seulement demandé la réunion de cinq paroisses (ou terres à clocher), avec de nombreux passe-droits. Si l’on voit parfois des réunions beaucoup plus considérables (comme Antin, Seignelay), c’est que le bénéficiaire prépare l’obtention d’un futur duché pour lui-même ou sa postérité.
Les marquis étaient autorisés à ajouter d’autres terres contigües à leur fief jusqu’à atteindre une certaine valeur de rente, sans qu’il fût besoin de demander de nouvelles lettres ; mais parfois, cette opération nécessitait un nouvel enregistrement (Nangis).
On doit distinguer le domaine propre (fiefs et paroisses dont le marquis est réellement propriétaire ou patron) et la "mouvance", c’est-à-dire les fiefs qui lui doivent l’hommage, ou les simples fief-rentes et censives où il perçoit des droits, parfois minimes.
Louis XIV fut le premier souverain à accorder des titres "en l’air", c’est-à-dire "sans être obligé de l'attacher à aucune terre", ou bien "sur telle terre qui (lui) conviendra" (au bénéficiaire), ce dont Saint-Simon se plaint hautement. Au début, durant les guerres de conquête (Franche-Comté, Flandres), ils furent concédés à des seigneurs locaux (principalement des sujets du roi d’Espagne) qui avaient adopté le parti français au risque de perdre leurs biens étrangers, et qu’on souhaitait dédommager en les maintenant dans leurs titres. Puis ils s’étendirent à divers favoris.
Le revenu avait aussi son importance. Celui de Trans était jugé « suffisant », avec possibilité de l’accroître « jusqu’à dix mille livres tournois de rente », somme considérable à l'époque (1506). Par comparaison, il fut exigé 8 000 écus (soit 24 000 livres) pour les duchés pairies (règlements de mars 1582 et de mai 1711). Cette règle des 10 000 livres est citée jusqu’à la fin de l’Ancien Régime, mais l’inflation l’avait réduite à peu de chose, et elle souffrait de nombreuses entorses. Ainsi, vers 1750, le marquisat de l’Ile d’Yeu, sans doute l’un des plus pauvres de France, était affermé pour moins de 1 000 livres, et celui d'Ouessant ne rapportait pas davantage.
Les terres réunies étaient en principe contigües, mais pouvaient être éparpillées jusqu’à six lieues à la ronde. Les marquisats bicéphales, comme la Roche Helgomac’h (constitué de la Roche et Coat-Armaël), ou Clères-et-Panilleuse (deux terres distantes de 50 km), restent l’exception. Lors de la confirmation de Sorans (1745), certaines terres sont désunies et remplacées par d’autres « en raison de leur éloignement » du chef-lieu (Thiou, p. 226).
Il est souvent parlé dans les patentes de l’existence d’un beau château, parfois « bâti à la moderne » et décrit avec ses « fossés à fond de cuve » (c’est-à-dire à fond plat, avec escarpe et contre-escarpe maçonnées), pont-levis, tours ou pavillons, etc. C’était un argument de poids pour prétendre à cet honneur, et le château a plus souvent précédé le titre qu’il ne l’a suivi. Il est parfois mentionné un parc clos de murs : celui de Montjeu (près d’Autun) mesure 10 kilomètres de pourtour et referme plus de 700 hectares (il aurait fait autrefois 4 lieues de tour ; par comparaison, le domaine royal de Chambord, le plus considérable de France après Versailles, est clos sur 32 kilomètres).
Il pouvait arriver (mais très rarement) que le principal château du titulaire ne fût pas compris dans son marquisat, ce dont on peut s’étonner. D’obscures raisons, soit d’ordre féodal, soit patrimoniales, pouvaient motiver cette exclusion. Ainsi, on remarque que le duché de Grammont entourait le château de Bidache sans l’inclure ; c’est que celui-ci avait titre de principauté, et le Duc le disait affranchi de l’hommage dû au Roi de France ; le comprendre dans son duché aurait annulé cette prétention. Mais on ne s’explique toujours pas pourquoi François Gouffier le Jeune (ca 1520-1594), propriétaire de Bonnivet en Poitou, qui était l’un des plus beaux châteaux de France, construit à grands frais par l’Amiral son père, est appelé marquis des Deffends, une terre à quelques lieues de là, où l’on retrouve à peine une maison forestière. Le marquis de Calvisson (Jean-Louis de Nogaret, 1644) ne fait pas reconstruire son château féodal éprouvé par les guerres, mais celui de Marsillargues, une belle demeure classique, plus logeable. Par la suite, certains seigneurs voulurent s’affranchir discrètement, dans leurs relais de chasse ou villégiatures, du lourd et contraignant protocole des marquisats. Le marquis de la Guerche n’habitait pas dans sa féodale baronnie (à 44 St Brévin, où rien d’important ne subsiste), mais dans le château moderne qu’il s’était fait construire à la Verrie, à St Père-en-Retz. Ce château début XVIIIe, bâti sur la rive gauche de la Loire avec vue sur l’estuaire et embarcadère privé, fut malheureusement victime d’un incendie vers 1930 : il n’en reste que les murs.

### Organisation, justice, économie
Les terres devaient être détenues en toute justice, haute, moyenne et basse, avec droit de pilori et fourches patibulaires à quatre piliers (ou davantage). L’administration civile et judiciaire comprenait (selon les LP de Curton, 1563) « un bailli, juge et châtelain, lieutenant, garde des sceaux, avocat, procureur, greffier, notaire, tabellion, sergent [soit 11 officiers], et autres ministres de justice requis et être nécessaires » (huissiers, etc.).
Dans l’ordre nobiliaire (mais non féodal), le marquisat se situait entre le comté et le duché ; il dépendait en principe de la Couronne. Les plus distingués relevaient directement de la grosse Tour du Louvre (comme un duché), les autres du centre féodal le plus proche. Souvent, les Lettres affirmaient qu’elles ne voulaient innover en rien ni contrevenir à l’ordre établi. Un puissant favori comme le marquis d’Effiat (vers 1627), qui n’hésita pas à faire déplacer les limites d’une province (entre Auvergne et Bourbonnais) pour favoriser ses intérêts personnels, reste un cas tout à fait extraordinaire, qui ne se renouvellera plus.
Sur le plan économique, le titre pouvait éventuellement s’accompagner de l’octroi ou la confirmation de marchés (souvent hebdomadaires) et de foires (généralement deux à six par an). Là encore, la Cour devait s’assurer qu’elles ne faisaient pas concurrence avec d’autres foires des environs, et réclamer « un état des droits que l’impétrant prétend y lever » [arrêt de Magnane, 1701]. On mentionne également la construction de halles, bancs et échoppes. Il est rarement parlé d’autre chose, et les Lettres sont assez évasives sur les questions d’argent. Cependant, outre les marquisats disposant d’une activité traditionnelle (spécialité agricole, pêche, commerce, industrie, mines), certains marquis entreprenants ont pu s’attacher à développer des productions particulières, qu’il s’agisse de forges, manufactures, draperies, dentelles, vers à soie, porcelaines (comme à Mennecy-Villeroy, 1735), etc. L'armateur et entrepreneur marseillais, Georges Roux dit de Corse, marquis de Brue en 1750, en est un bel exemple. Toutefois, leur implication n'est pas systématique : les fameuses toiles de Jouy ne doivent à peu près rien au marquis, lequel s'est contenté de n'y pas faire obstacle, autorisant la fabrique d'Oberkampf à s'agrandir sur ses terres (passant de deux à douze hectares). Il ne pouvait guère se douter qu'après la Révolution, une fille du jeune entrepreneur, ayant épousé le banquier Mallet, habiterait son château.

### Honneurs
La couronne de marquis, procédant à la fois de celle des ducs et des comtes, a évolué. Elle se composait à l’origine d’un mélange de feuilles d’ache (comme celle des ducs - trois visibles, contre cinq pour les ducs), séparées entre elles par des groupes de trois perles alignées sur le bandeau (soit six perles, contre neuf pour les comtes). Au début du règne de Louis XIV, les perles ont été regroupées sous forme de deux trèfles, sans qu’on en connaisse la raison.
Le marquisat des Iles d’Or reçut pour marque d’honneur distinctive un chef inspiré de France (d’azur à 7 fleurs de lys d’argent), qui fut transmis à ses différents propriétaires. Sous l’Ancien Régime, on n’a pas d’exemple de pairie attachée à un marquisat (contrairement à plusieurs comtés-pairies). Le marquis de Marigny, frère de la Pompadour, hérita de sa sœur le marquisat de Menars et se plaisait à souligner sa qualité de « marquis-pair » ; mais en réalité, il s’agissait d’une pairie propre à la Touraine. On en a vu apparaître au XIXe siècle.
Outre l’existence d’un beau château et d’un grand parc, les autres signes extérieurs consistaient en girouettes armoriées, pavillons d’entrée, fossés, demi-lune, et surtout avenue à double rangs d’arbres (et parfois contre-allées) : ainsi la spectaculaire et exotique allée Dumanoir en Guadeloupe, autrefois longue d’une lieue sur le front de mer du marquisat de Sainte-Marie (devenu Brinon) était plantée d’une double rangée de palmiers royaux. Plus impressionnante encore, l’allée de Bonnivet, en forte pente, était pavée de rognons de silex, qui jetaient force étincelles quand les roues des carrosses et les sabots ferrés de la suite du marquis s’y lançaient à plein galop dans un grondement d’enfer et une odeur de poudre, au grand effroi des paysans ; on ne doit pas s'étonner qu'il ait inspiré le conte du sulfureux marquis de Carabas. S'y ajoutaient encore un grand colombier aux milliers de boulins, fourches patibulaires, armoiries couronnées en tous lieux publics, domestiques en livrée, etc. Ils pouvaient varier selon les provinces, mais, consacrés par la coutume, ils étaient rarement traduits par écrit et demeurent mal connus. Parfois, les marquis rappelaient l’origine militaire de leur titre en donnant à leurs constructions une forme bastionnée, comme le fameux éperon du marquisat de Portes, les ailes du Champ-de-Bataille, ou les pavillons d’entrée de Wamin, mais c’était pure ostentation de leur part.
Les grands marquis devaient l’hommage au Roi, mais rarement en personne. Beaucoup n’ont jamais mis les pieds à la Cour, et Madame de Pompadour eut le plus grand mal à dissuader son père, créé marquis de Marigny, mais qu’elle jugeait trop fruste et fantasque pour y paraître, de faire le voyage. Seuls les ducs, les maréchaux et les grands Officiers avaient cet honneur.
Certains marquis avaient droit d’entrée aux séances solennelles des Parlements dont ils dépendaient ; ils y pénétraient alors suivant leur ordre d’ancienneté, en fonction de leur date de réception, et non de celle des Lettres patentes. C’était le fondement du droit, du moins aux yeux du Parlement, car le défaut d’enregistrement n’empêchait pas « un pair de France d’être tenu pour tel en toutes cérémonies et assemblées officielles » [Levantal p. 1138], ni sans doute un marquis de porter son titre.
Les droits féodaux dont jouissaient les marquis étaient extrêmement variés, et participaient au folklore féodal sans rien innover. En général, ces droits, aussi curieux ou abusifs qu’ils puissent paraître aujourd’hui, avaient leur justification. L’un avait la clé du pigeonnier d’un vassal, avec le droit d’y entrer et tirer les pigeons, tant et quand il lui plaisait (c’était sans doute pour éviter la prolifération de ces volatiles, nuisibles pour les toits et les cultures) ; un autre pouvait s’amuser à voir, une fois l’an à l'occasion de la fête paroissiale, ses meuniers nus et en chemise s’affronter en joutes nautiques sur la rivière bordant son château, jusqu’à tomber à l’eau ou payer un écu (petite vengeance sur les meuniers, souvent accusés par le peuple de frauder leurs clients). Tous ces droits figurent dans les hommages et aveux, mais non dans les Lettres patentes.

### Changements de nom, problèmes d’identification
Le comble du chic pour un noble est d’avoir un titre identique à son nom patronymique ; c’est le privilège des anciennes familles féodales, qui font ériger la seigneurie dont elles portent le nom de toute ancienneté. Mais l’inverse est également possible, donner son nom à sa terre - à condition toutefois que les populations concernées soient d’accord. Le duc de Lorges fut fort dépité lorsque ses vassaux refusèrent de changer leur curieux nom de Quintin contre l’auguste nom de Lorges, sous prétexte que les toiles à voile qu’ils produisaient étaient connues dans toute l’Europe sous leur nom actuel et ne se vendraient plus sous une autre marque. Vexé, il entreprit de démolir le vieux château situé en pleine ville, et se fit construire un nouvel « Hermitage » au milieu des bois ; il semble que son fils ait obtenu gain de cause pour quelque temps.
Une tradition locale invérifiable raconte comment le nouveau marquis de Châtres, devenu Arpajon en 1720, aurait imposé son nouveau nom aux habitants. Les jours de foires et marchés, il postait des sbires sur les chemins, demandant aux passants où ils se rendaient. Si la réponse était « à Arpajon », ils étaient félicités et récompensés de quelques pièces ; mais s'ils répondaient « à Châtres », ils risquaient la bastonnade. Quoi qu'il en soit de l'anecdote, le nouveau nom s'imposa rapidement.
Un exemple réussi est celui d’Ancre-Albert. Le fameux Concini, titré Maréchal et marquis d’Ancre, étant devenu une menace aux yeux du jeune roi Louis XIII, fut arrêté par Charles d’Albert de Luynes, gentilhomme provençal, et mourut dans l’action. Le nouveau favori en fut récompensé par les dépouilles du défunt. Confirmé dans son marquisat (1620), il fit aussitôt changer le nom d’Ancre, désormais honni, en celui d’Albert, qu’il porte toujours depuis quatre siècles (chef-lieu de canton dans la Somme). Il donna ensuite le nom de Luynes (37) à son duché de Maillé. Certains noms transférés sont restés célèbres : Colombières /Villandry, Châtres /Arpajon, Amboile /Ormesson, Avaux /Asfeld, Saint-Sernin /Vauban (comté), etc. Une localité de l'Oise a porté successivement quatre noms, Caigny, Boufflers, Saisseval et Crillon.
Une troisième possibilité est d’acheter une terre qui porte déjà votre nom : l'ancien marquisat de Laborde-au-Château fut acquis par le financier Laborde qui obtint confirmation du titre en 1785 ; mais dans ce cas, il y a identification et non transfert.
Parmi les raisons d'un changement de nom, il peut y avoir des difficultés patrimoniales : un marquis obligé de vendre ou démembrer son marquisat, pour cause de succession ou autre, peut demander à faire ériger une autre terre moins importante sous son nom, afin de conserver son titre (ainsi Fourilles, qui fut transporté du Bourbonnais en Poitou). Une autre raison peut être le déshonneur : les héritiers de la marquise de Brinvilliers, un nom devenu tristement célèbre, purent changer l'appellation de leur marquisat en la Mothe. De même, les successeurs du marquis de Fresnes, empêtré dans une grave affaire matrimoniale, devenu le sujet d'un roman à succès, obtinrent de remplacer le nom de leur titre par Ecquevilly, que la localité porte toujours.
Une loi révolutionnaire enjoignit aux communes de quitter leur nom féodal ; une autre loi de la Restauration les autorisa à les reprendre ; une autre en 1848 les invita à nouveau à s’en débarrasser. Certaines obtempérèrent, d’autres non, et quelques-unes ont combiné les deux (Chilly-Mazarin, Thury-Harcourt, etc.). Certains de ces changements, devenus des choix politiques, sont récents ; ainsi la baronnie médiévale de Mauléon, érigée en duché-pairie de Châtillon (-sur-Sèvre) en 1736, et qui en avait gardé le nom, a repris son antique appellation en 1965, dans le cadre d’une restructuration communale.
Éric Thiou (p. 27) considère que 15,8 % des marquisats ont été accompagnés d’un changement de nom (soit environ 177, selon son comptage), mais un quart d’entre eux n’apparaissent pas clairement, ou ne sont pas documentés. La proportion de 12 % parait plus réaliste.
Enfin, au XVIIIe siècle et surtout depuis la Révolution, les anciens marquis dépourvus de leurs terres et les nouveaux, qui ne pouvaient plus espérer aucun changement de nom, ont trouvé plus simple d'ajouter directement leur titre à leur nom de famille, sans autre formalité.
Ces changements de nom, ou leur pérégrination dans des provinces très éloignées de leur lieu d'origine, ont pu dérouter les chercheurs. Des homonymies ou des appellations locales (ainsi, le breton Penfentenyo se traduit par Cheffontaines, et le comté alsacien de Rappolstein par Ribeaupierre) provoquent aussi des localisations incertaines ou erronées. Le Dictionnaire d’Expilly, qui ne prend pas la peine de distinguer la notice consacrée à un titre d’avec la paroisse du même nom qui le précède (afin sans doute de ne pas avouer trop souvent son ignorance sur sa véritable localisation), a aggravé ces confusions. Certains archivistes, auteurs des Dictionnaires Topographiques, ont même pu se laisser tromper, et Éric Thiou après eux. Ainsi, le marquisat de Chantôme n’est pas l’unique paroisse de ce nom située dans la Marche (Creuse), mais un château détruit de l’Orléanais (à Binas, Loiret) ; de même, le marquisat de Marigny, érigé pour le père de la marquise de Pompadour, et illustré par son frère, est placé par Expilly en Champagne, élection de Troyes (Aube), alors qu’il est en Brie champenoise, à Marigny-en-Orxois (Aisne) ; Lancosme, baronnie et marquisat pour les Savary, n'est pas une paroisse du Vendômois (Loir-et-Cher), mais un château à Vendœuvres (Indre) ; etc.

### Devoirs d’un marquisat
En général, les titulaires et leurs justiciables n’étaient pas assujettis à « autres et plus grands devoirs » qu’ils n’en avaient avant l’érection. En effet, les marquisats français n'ayant pas eu de rôle défensif - à de rares exceptions près -, ils n’étaient donc soumis à aucune servitude militaire. Parfois, l’hommage au Roi pouvait s’accompagner d’une petite redevance symbolique à chaque mutation de seigneur - une paire de gants ou d’éperons dorés, un faucon avec ses vervelles et chaperon (Iles d’Or, 1532), un écu d’or (Ormesson)… C’était tout à leur honneur.
Mais la qualité de marquis ne dispensait pas de certaines obligations féodales un peu plus humiliantes envers des titres en apparence inférieurs : le fastueux marquis de Gudannes, qui entrait dans la cour de Versailles dans un carrosse entièrement ferré d’argent, enrageait de devoir à son voisin et beau-frère, le baron de Lordat, le simple hommage… d’un verre d’eau fraîche ! Le marquis de Kerjean, non moins vaniteux, devait faire conduire chaque année un œuf dans une charrette neuve jusqu'à la baronnie de Maillé, et là le faire cuire et le présenter, chapeau bas, à son suzerain. D’autres devaient baiser la serrure d’un château voisin dont ils restaient les vassaux. En général, toutes ces opérations pouvaient s’exécuter par procureur, mais le cas du célèbre Sully (marquis de Rosny) fit grand bruit : son antique seigneurie (Sully-sur-Loire) était l’une des quatre « baronnies de chaise » de l’évêque d’Orléans, et ces barons étaient tenus de porter chaque nouveau prélat sur leurs épaules lors de sa première entrée en sa cathédrale. Sully, qui était protestant, offrit de s’acquitter de ce devoir par procureur, mais le jeune et malicieux évêque exigea qu’il le rende en personne, au grand amusement du parti catholique. Il fallut un arrêt du Roi pour dispenser son ministre de cette obligation. On pourrait multiplier de tels exemples, mais ces dispositions se retrouvent dans les actes d’hommage, et non dans les patentes.

## Transmission et extinction

### Règles ordinaires de transmission
Sauf disposition contraire des Lettres patentes, un titre se transmet par primogéniture masculine, c'est-à-dire qu’il est dévolu à l'ainé de la descendance agnatique, naturelle et légitime du premier titré. Il disparait donc à l'extinction complète des mâles de la branche issue du fondateur, et la terre « retourne à son premier état ». Cette condition résolutoire se trouve dans la plupart des Lettres depuis 1566 environ.
Sous l’Ancien Régime, un légitime mariage s’entend d’un mariage catholique ; certaines alliances protestantes ont pu faire l'objet de contestations jusqu’à l’Édit de 1788. Quant aux bâtards, ils étaient, suivant plusieurs coutumes, privés de tout droit de succession, sauf reconnaissance et légitimation. Même dans ce cas, Saint-Simon exprime tout son mépris à l’égard du duc du Maine, issu, dit-il, « du plus profond non-être ». De nos jours, il est admis que la loi civile prime sur le droit canon.
En principe, pour qu'un titre puisse se transmettre à une ligne cadette, il faut que celle-ci descende légitimement du premier titulaire, et qu'elle entre effectivement en possession de l'intégralité du fief titré, par héritage ou autrement. Parfois, une règle de substitution favorise cette transmission. Encore le Parlement se permettait-il parfois d’exiger des Lettres de confirmation, ce que le Roi défend dans une lettre de jussion concernant le duché-pairie d’Harcourt, retiré des mains d’une fille par un descendant mâle issu du premier titré [PA 5-122C : arrêt du Conseil du 14 avril 1710, cité], ni que le [duché-pairie] ne soit soumis à aucune taxe de mutation [déclaration du 26 janvier 1782, Lev. 1155]. Il apparait que les maisons princières ou ducales, lorsqu’elles succédaient à d’autres, étaient confirmées dans tous leurs titres sans qu’il fût besoin de nouvelles Lettres (cas des Goyon-Matignon remplaçant les Grimaldi, par exemple). Il peut arriver aussi qu’une veuve conserve l’usufruit du fief de son défunt mari. C'est ainsi qu'il faut comprendre l'adresse "au [titulaire], ses hoirs et ayant-cause". Hors ces circonstances, un titre ne peut se transmettre par testament, ni par stipulation expresse dans un acte de vente, bien que plusieurs aient essayé. Au XIXe siècle, il arrive que les lettres patentes prévoient une possibilité de transmission par adoption.
De nos jours, la loi reconnait le titre comme un accessoire du nom qui peut donc se transmettre par adoption plénière, que le titulaire soit un descendant ou non du premier titré, et même si les Lettres ne l’autorisent pas. C’est le triomphe affirmé du principe d’égalité sur une législation des titres fondée sur la naissance, jugée désuète et parfois même antirépublicaine.

### Marquisats féminins ou prétendus tels
Bien que Thiou n’étudie pas spécifiquement le cas, il a listé 36 titres décernés à des femmes, dont 20 marquisats (soit 2,3 % des marquis). Ils furent accordés à trois catégories de personnes : des princesses du sang, des héritières de titres tombés en déshérence masculine, et des favorites - tant qu’elles n’avaient pas donné naissance à un enfant royal mâle, auquel cas le marquisat pouvait devenir un duché pour leur progéniture.
La formule « à leurs descendants tant mâles que femelles » semble indiquer la possibilité d’une transmission féminine. Le Parlement d’Aix notait ces particularités, et le Nobiliaire des Bouches-du-Rhône, par Gourdon de Genouillac, en a même fait une catégorie spéciale (il semble que son collaborateur, le marquis de Piolenc, ait été personnellement intéressé à ce type de transmission). Ce pouvait être le cas si le titulaire n’avait effectivement que des filles, et que sa succession était anticipée, mais cette disposition n’était valable qu’une fois. C’est ainsi que l’a interprété le fameux règlement de 1711 donné par Louis XIV sur les duchés pairies, et, bien que les autres titres ne soient pas mentionnés, il a servi de référence et de guide pour toute la noblesse.

### Extinction par vente ou démembrement; confirmations
Outre la clause résolutoire en cas d’absence de descendance masculine, un marquisat peut également s'éteindre par vente ou démembrement.
En dehors des titres dits d’ancienneté, d’origine féodale et considérés comme perpétuels (mais seuls les tout premiers marquisats sont dans ce cas), les titres attachés à un fief n'étaient pas transférés à l'acquéreur lors de la vente du fief, ni au mari de l'héritière du fief, sans confirmation par de nouvelles Lettres patentes délivrées par le Roi. La décision du souverain n’avait rien d’automatique et dépendait à la fois du pouvoir en place (notamment le principal ministre ou le chancelier), et des services ou de la faveur du nouvel impétrant. En général, les gendres sont traités plus favorablement que les acheteurs. Sous la Régence, les financiers enrichis par le système de Law obtiennent assez facilement confirmation du titre attaché à leurs spéculations foncières ; mais Louis XV se montra plus sélectif (sauf durant le ministère de Choiseul qui fut très laxiste). Un Castellane, acquéreur du marquisat de Villandry, devra se contenter d’un titre de comte (1758), et même un futur maréchal de France, Lowendal, il est vrai luthérien fraîchement converti, acquéreur de la Ferté-Sennecterre, n’obtiendra pas mieux. Une étude plus fine des dévolutions reste à faire.
Cependant, par courtoisie, l'ancien possesseur peut conserver l'usage du titre sa vie durant, quand il est connu sous ce nom, ou bien quand c’est possible, il s’arrange pour le faire transférer sur une autre terre. Le nouvel acquéreur n'est qualifié que de "seigneur du marquisat".
Par ailleurs, bien que le fief érigé soit en principe indivisible, un démembrement n’est pas nécessairement un arrêt de mort pour un marquisat. L’histoire des Iles d’Or montre qu’à trois reprises, l’île principale de Porquerolles fut distraite de l’archipel pour former une seigneurie particulière sans que les autres propriétaires cessent de porter le titre de marquis. Il est vrai que c’était un bien de la Couronne (le Roi fait ce qu’il veut), et que les engagistes étaient d’une importante famille, les Gondi ; les propriétaires de Porquerolles, les Forbin, Pontevès, d’Ornano et Molé, ne l’étaient pas moins. Comme le dit le fabuliste, « Selon que vous serez puissant ou misérable… ».

### Retrait lignager, retrait féodal, saisie
Lors de toute transaction sur un fief, le seigneur suzerain avait droit de préemption pendant un à trois mois selon les coutumes, c’est le retrait féodal, destiné à préserver l’intégrité des fiefs. Ensuite, la famille du vendeur jouissait du même privilège pendant généralement un an, c’est le retrait lignager, qui prime d'ailleurs sur le précédent. Un nouveau marquis en fit l’amère expérience : Bidal d’Asfeld (le futur Maréchal) avait acquis à l’occasion de son mariage le Comté de Jouy-en-Josas, le 17 septembre 1718, et l’avait aussitôt fait ériger en marquisat d’Asfeld (avril 1719). Mais on était en pleine spéculation de Law, et le prix des terres se mit à grimper de façon vertigineuse. Le beau-fils de la venderesse, Louis Rouillé, en financier avisé, n’eut garde de laisser passer l’occasion, et demanda à récupérer le bien familial à son prix d’origine : Bidal dut céder, le 16 février 1720, et mit dix ans avant de retrouver un autre domaine, beaucoup moins bien situé (c'est Asfeld, dans les Ardennes, devenu marquisat en mars 1730).
La saisie féodale, ou commise, lorsqu’un seigneur a négligé ses devoirs de vassal, est distincte de la saisie réelle, où le bien est mis sous séquestre par des créanciers. C’est ce qui arriva au marquisat de Savigny-sur-Orge, au cours d’une succession des plus embrouillées qu’on ait pu voir, et qui dura plusieurs dizaines d’années ; le château eut beaucoup à souffrir de cet abandon, et fut finalement démoli.

### Révocation
Il est arrivé très rarement qu’un marquisat soit révoqué. À la suite d’un acte de lèse-majesté, trahison, rebellion ou crime particulièrement odieux, un titre pouvait être annulé, le château découronné ou même rasé, les arbres coupés « à hauteur d’infamie » (c’est-à-dire à hauteur d’homme - une toise), et souvent les biens confisqués par décision de justice (La Douze, Espinchal - qui obtinrent tous deux leur pardon). Le marquis de Canillac fut également condamné lors des grands jours d'Auvergne en 1666, et vit son donjon rasé.
Tout à l'opposé, le cas de Montferrer en Roussillon est des plus surprenants : lors de la révolte, Charles de Banyuls ayant pris le parti espagnol (conspiration de Villefranche), est condamné à mort, s'enfuit en Espagne et voit son château détruit par Vauban (1675). Mais pour consoler son épouse, Thomassine d'Ardenne, d'une famille restée fidèle à la France, Louis XIV la fait marquise d'un château ruiné.
D’autres cas plus fréquents sont arrivés après la révocation de l’Édit de Nantes (1685), lorsque de récents titulaires, de confession protestante, ont, par une obstination jugée coupable, refusé de se convertir, et se sont vus privés de tous titres et honneurs, voire de leurs biens. Ce fut l'occasion de terribles cas de conscience. Le fameux marin Abraham Duquesne résista à toutes les sollicitations, et le roi ferma les yeux. Mais lorsqu'il mourut en 1688, ses enfants, préférant fuir en Suisse plutôt que d'abjurer, enterrèrent leur père à la hâte au bord d'une allée de son marquisat, en un lieu tenu si secret qu'aujourd'hui encore on n'en connaît pas l'emplacement. Ses biens étant mis sous séquestre, son épouse doit abjurer. Son fils Henri pourra vendre le marquisat à son beau-frère en 1696.
Un gendre de Vauban (devenu marquis d'Ussé), soupçonné de dilapidation, en fut aussi la victime (1692), et l’Illustre ingénieur eut toutes les peines du monde à obtenir sa réhabilitation ; mais la principale raison de sa disgrâce était peut-être que son titulaire n’était pas le vrai propriétaire du domaine, qui appartenait encore à ses parents, lesquels avaient sérieusement songé à le déshériter.

## Marquisats étrangers réunis à la France
En principe, une province étrangère devenue française par héritage ou conquête garde ses privilèges et ses titres, chaque nouveau Roi devant faire le serment de les respecter lors de son sacre - même si les Bourbons, surtout depuis l’autocratie de Louis XIV, ont souvent réussi, avec le temps, à faire prévaloir leur volonté souveraine sur les anciens traités.
Il s’agit de titres créés par les Grands féodaux, les Rois de Navarre, les Dauphins, les Empereurs d’Allemagne, Sa Majesté Chrétienne (SMC) le Roi d’Espagne (en Flandres et Franche-Comté), les Ducs de Lorraine, les Princes de Dombes, les suzerains de la Corse, les Papes (au Comtat-Venaissin), le Prince d’Orange, et par les Ducs de Savoie (ainsi qu’un titre au Comté de Nice).
À la fin du Moyen Âge, les grands féodaux (Comte de Provence, Ducs de Bretagne ou de Bourgogne, etc.) n’ont pas hésité à bousculer l’ordre féodal traditionnel en créant de nouveaux titres dans leurs « principautés », surtout à partir du XVe siècle. Toutefois, c’étaient principalement des baronnies ou comtés, et souvent en faveur de leur lignage. Le premier, le Comte de Provence créa un Marquisat de Provence sur sa frontière septentrionale (Haute-Provence, capitale Forcalquier, XIe siècle). Le Comte de Poitiers créa une « Marche » qui devint un comté. Le seigneur de Fos (sur Mer) était appelé le « grand marquis », et n’hésita pas à tenir tête à son suzerain, qui dut s’incliner. On trouve encore des titres de marquis portés par les seigneurs des Baux (actuellement l'héritier du trône monégasque), de Canillac, et les marquisats de Laurière, Cézanne en Champagne (XIIIe siècle), Pont-à-Mousson en Lorraine (XVe siècle), etc.
Les Rois de Navarre ne semblent pas avoir créé de marquisat en France (le Béarn étant surtout une terre de baronnies), excepté peut-être dans leur possession du Périgord.
Les Dauphins n’avaient pas érigé de marquisats avant la réunion du Dauphiné à la France (1349). Ceux créés depuis lors ont été enregistrés par le Parlement de Grenoble.
L’Empereur d’Allemagne n’a pas confirmé à l’Alsace son ancien titre de marquisat ; ce fut principalement une terre de comtés. Mais un titre créé par lui en Allemagne, le marquisat de Rotelin (Röttlein ou Rötteln, en Bade), est échu par mariage (1504) à Louis d’Orléans-Longueville, gouverneur de Provence. C’est peut-être par émulation que le seigneur de Trans (en Provence) demanda, et obtint en 1506 le premier titre de marquis établi en France.
Leurs Majestés catholiques les Rois d’Espagne, en revanche, ont eu tout le temps de créer nombre de titres dans leurs possessions des Flandres, des Pays-Bas, et de Franche-Comté, surtout lorsqu’elles furent menacées par la France au XVIIe siècle. Parmi les titres relevés par Éric Thiou, une quinzaine se trouvent en Flandres (Belgique) qui ne devraient pas se trouver dans son Dictionnaire. Après les conquêtes, et sauf trahison, ils ont été approuvés par les souverains français.
Les Papes, propriétaires d’Avignon et du Comtat Venaissin (réunis en septembre 1791), ne se sentaient pas concernés jusqu’en 1667, où, à la suite de la création du marquisat de Causans par le Prince d’Orange, l’on vit une véritable épidémie de marquisats se propager en vingt ans. Au total, on compterait 26 marquis (selon Wiki, Noblesse pontificale), ou plutôt 17 fiefs héréditaires. Les Comtadins étaient assimilés à la noblesse française.
D’autres titres furent conférés après le Concordat de 1804. Toutefois, les titres pontificaux du XIXe siècle (dits "romains"), décernés à des Français par le Pape en qualité de souverain étranger (43 marquis, dont 23 héréditaires, et 13 subsistants), ne sont plus reconnus en France depuis 1877.
La Compagnie des Indes, par son édit de création, avait reçu le pouvoir de décerner des titres dans les Colonies ; ils devaient être enregistrés par les Conseils Supérieurs. Thiou en recense 13 (dont 7 au Canada), mais il n’y eut que 3 marquisats, tous en Guadeloupe (Ste Marie, renouvelé ensuite sous le nom de Brinon, et Houelbourg).
Les Ducs de Lorraine, et plus encore le Duc Léopold (1697-1729) et le Roi Stanislas, beau-père de Louis XV et dernier Duc (+ 1766), ont été assez prodigues de ce titre.
Le Duc du Maine, fils légitimé de Louis XIV, reçut la principauté de Dombes (Ain), arrachée par sa mère à la Grande Mademoiselle. Il créa plusieurs titres, dont des marquisats, dûment enregistrés par son petit parlement de Trévoux.
La Corse porta un temps le titre de marquisat, érigé avec la cité de Gênes contre les Sarrasins et barbaresques. Lorsqu’elle devint française en 1768, iy furent créés deux marquisats (Marbeuf, à Cargèse, ca 1770, et Murat-Sistrière, 1776), d’ailleurs très mal acceptés par les populations locales : les châteaux furent rasés depuis. Un troisième, créé en 1789 (Urbino), fut enregistré par le Conseil Supérieur en pleine Révolution (le titulaire en était le Président).
La Savoie, dernière province souveraine réunie à la France en 1860, incluait un assez grand nombre de marquisats érigés par ses Ducs, et enregistrés à Chambéry ; ils sont admis dans la noblesse française. Le Comté de Nice en comporte un également.
D’autres titres ont été concédés par des souverains étrangers à des ressortissants français, et certains ont été autorisés par le Roi ; dans le cas contraire, et même si les bénéficiaires sont nobles, se pose un problème de souveraineté nationale.

## Titres de courtoisie
Les titres de prétention ont toujours existé, particulièrement pendant les périodes de faiblesse du pouvoir. Par ailleurs, l’usurpation de titre n’ayant aucune incidence fiscale, contrairement aux privilèges attachés à la noblesse, elle était peu poursuivie.
Les premiers marquis portés en France sont des titres étrangers dits de prétention (au sens de "prétendant"). La puissante famille de Poitiers (en Dauphiné) repris le titre de marquis de Cotron par alliance avec les Ruffo de Calabre, qui en auraient été dépossédés après la chute des rois angevins de Naples et s’étaient réfugié en France. C’était une prestigieuse référence, mais sans réalité concrète.
Dès le début du règne de Louis XIV (sous la Fonde), on constate que les lieutenants-généraux (comme Bellebrune, 1652) et au siècle suivant, la plupart des lieutenants des Maréchaux de France (appelés à juger des différents d'honneur entre nobles) prennent la qualité de marquis : c'étaient des titres honorifiques et personnels, en principe non transmissibles. Ces licences intéressent l’armée beaucoup plus que la robe, qui reste davantage attachée à la légalité.
À partir du XVIIIe siècle, le titre a été utilisé par courtoisie pour désigner parfois le fils aîné d'un duc ; cependant, l’usage ne devient courant qu’au XIXe siècle. Auparavant, les fils préfèrent souvent se distinguer de leur père par un autre titre porté dans leur famille. C’est assez flagrant chez les Potier (qui, à chaque génération, alternent les titres de ducs et de marquis de Gevres et de Tresmes), Béthune et Charost, Cossé et Brissac, Gontaut et Biron, etc.
Au milieu du siècle, les bénéficiaires des Honneurs de la Cour (ayant entrée dans les carrosses du roi) sont présentés sous le titre de leur choix. Ces qualifications honorifiques doivent être considérées comme seulement viagères (ou à brevet) si elles ne correspondent pas à un titre légalement constaté et enregistré. Pourtant, ces familles, qui sont souvent d’ancienne noblesse d’extraction (antérieure à 1400 sans trace d’anoblissement) ne se font pas faute de les porter, les considérant comme plus « authentiques » que ceux obtenus à prix d’argent par des fermiers généraux et autres financiers ou maltôtiers de la plus basse origine.
Parmi ces derniers, le plus riche d’entre eux, l’extravagant marquis de Brunoy (né Armand Pâris, 1748-1781, fils du célèbre Monmartel) était petit-fils d’aubergiste, et la "bonne" société ne s’était pas privée de le lui faire sentir - au point qu’il finit à moitié fou, dénigrant et avilissant toute espèce de noblesse. Sa famille porta aussi les titres de marquis de Monmartel, de Ponceau (1723), comtes de Sampigny (1730), etc. Le marquis de la Motte-Sainte-Héraye (1723), malgré sa particule (d’Artaguiette), était fils d’un simple armateur basque, devenu CSR « pour faire plaisir à ses fils » ; Tanlay fut acquis par Jean Thévenin (1705), Chenonceau et Le Blanc reviennent à Dupin (fils d'un receveur des tailles), Villesavin à Adine (famille de marchands), Nointel à Bergeret, Vervins à Bonnevie, Méréville à Laborde (que l'on disait fils d'un muletier des Pyrénées), Montfermeil (confirmé en 1777) aux Hocquart (fermier général, d'une bonne famille d'administrateurs), Épinay à Lalive (son père était directeur de la régie des monnaies), Avèze et Saint-Brisson aux Mazade (bourgeois de Gascogne), Ferrières aux Vatbois (d'origine obscure), etc.
Selon un adage du temps, il était devenu « aussi honteux d’être titré que de ne l’être pas ».
Quant aux titres de pure fantaisie, il subsistent sans opposition, surtout s'ils sont soutenus par la fortune. De nos jours, Ii n'y a pas de frontière claire entre les titres authentiques, ceux dits de courtoisie et les titres de fantaisie qui ont fleuri à toutes les époques.